# Megalogomphus sommeri
Megalogomphus sommeri är en trollsländeart som först beskrevs av Selys 1854.  Megalogomphus sommeri ingår i släktet Megalogomphus och familjen flodtrollsländor. Inga underarter finns listade i Catalogue of Life.